# Silvascincus murrayi
Silvascincus murrayi — вид сцинкоподібних ящірок родини сцинкових (Scincidae). Ендемік Австралії. Вид названий на честь канадського океанографа Джона Меррея.

## Поширення і екологія
Silvascincus murrayi мешкають на південному сході Квінсленду та на північному сході Нового Південного Уельсу, від гір Конондейл на південь до гір Баррінгтон-Топс. Вони живуть у вологих тропічних лісах і вологих склерофільних лісах. Живородні, народжують 3-5 дитинчат наприкінці січня.